# Верная
Верная (фр. Vernayaz) — громада  в Швейцарії в кантоні Вале, округ Сен-Моріс.

## Географія
Громада розташована на відстані близько 100 км на південь від Берна, 28 км на південний захід від Сьйона.
Верная має площу 5,6 км², з яких на 18,6% дозволяється будівництво (житлове та будівництво доріг), 12,4% використовуються в сільськогосподарських цілях, 55,9% зайнято лісами, 13,1% не є продуктивними (річки, льодовики або гори).

## Демографія
2019 року в громаді мешкало 1874 особи (+5,9% порівняно з 2010 роком), іноземців було 25,8%. Густота населення становила 335 осіб/км².
За віковим діапазоном населення розподілялося таким чином: 19,7% — особи молодші 20 років, 62,3% — особи у віці 20—64 років, 18% — особи у віці 65 років та старші. Було 816 помешкань (у середньому 2,3 особи в помешканні).
Із загальної кількості 748 працюючих 15 було зайнятих в первинному секторі, 261 — в обробній промисловості, 472 — в галузі послуг.